# راه آبی

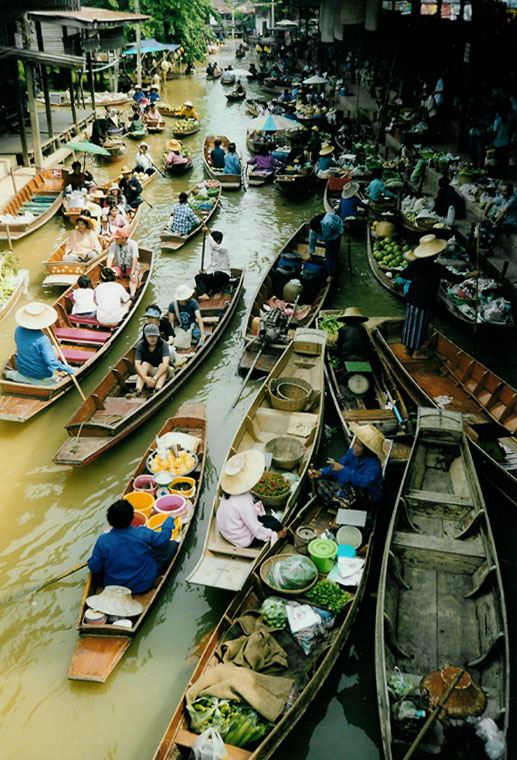
بازار شناور در آبراه‌های تایلند

آب‌راه یا راه آبی (به انگلیسی: Waterway)، به هرگونه پهنه آبی قابل کشتی‌رانی گفته می‌شود. این می‌تواند شامل رودها، دریاها، دریاچه‌ها، اقیانوس‌ها و کانال‌ها شود.

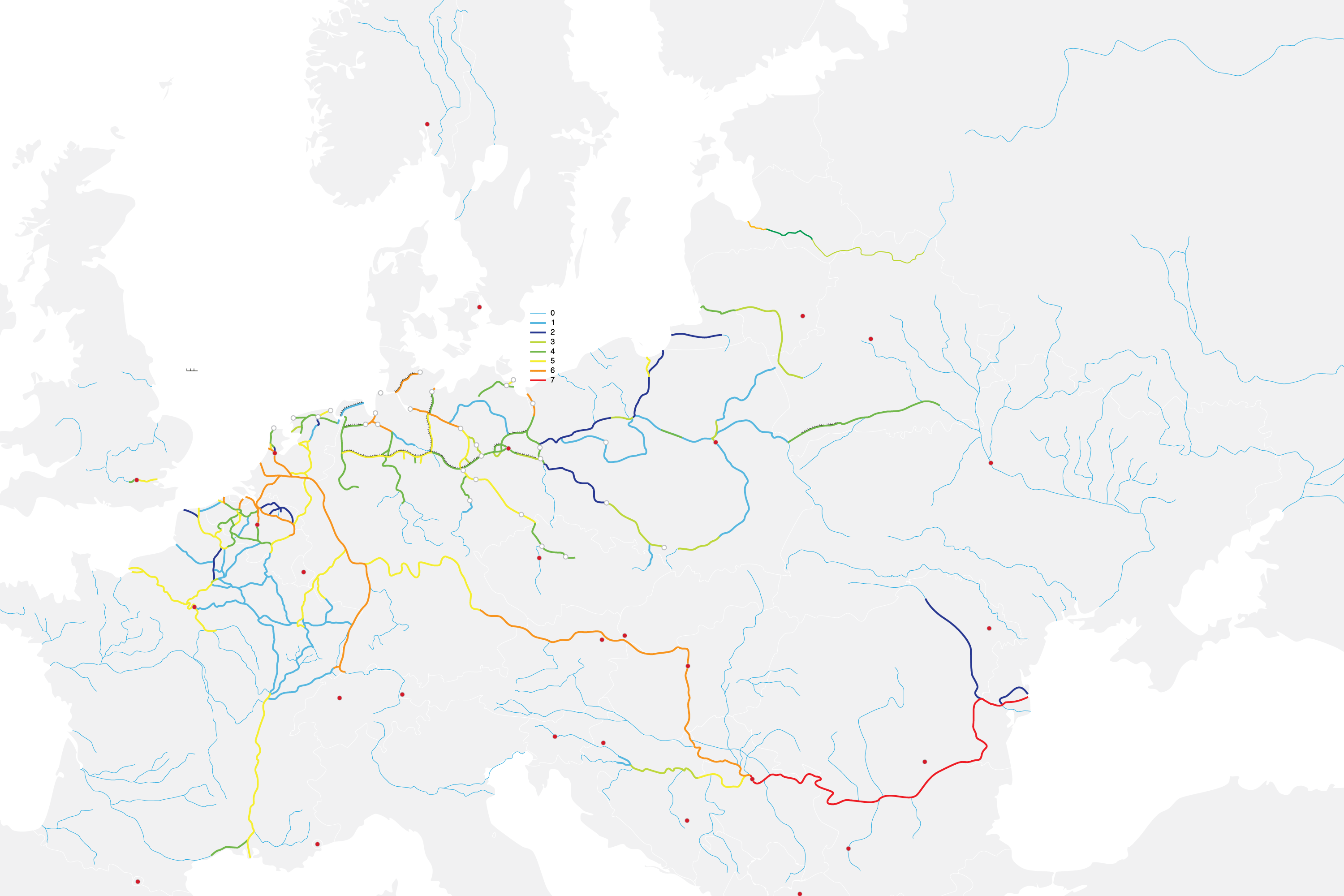

این راه می‌تواند شامل رودها، دریاها، دریاچه‌ها، اقیانوس‌ها و کانال‌ها شود.